# Алі аль-Асад
Алі аль-Асад (араб. عَلِيّ الْأَسَّد, прізвище від народження аль-Вахш араб. الوحش; 1875 – 1963) — алавітський фермер і вождь племені, батько президента Сирії Хафеза аль-Асада та дід Башара аль-Асада, президента Сирії до грудня 2024 року.  
Алі ібн Сулейман аль-Вахш був сином Сулеймана ібн Ахмеда ібн Ібрагіма ібн Сулеймана аль-Вахша. Сім'я аль-Асад мешкала у алавітському місті Кардаха, гірській місцевості санджака Латакія Османської імперії. Вони належали до племені Калбія. 
Алі мав репутацію захисника слабких, і в 1920-х роках допомагав біженцям, які тікали з колишньої провінції Алеппо, коли Франція віддала її частину Туреччині. Він був одним із небагатьох письменних алавітів у своєму селі та єдиним чоловіком у селі, який передплачував газету.  У 1927 році він змінив своє прізвище з аль-Вахш (у перекладі «дикун») на аль-Асад, тобто «лев» арабською.

## Родина
Алі тричі одружувався і за три десятиліття народив одинадцятеро дітей. Його перша дружина, Саада, походила з району Хаффе. У них було троє синів і дві дочки. Його друга дружина Наїса була молодша за нього на двадцять років. Вона була дочкою Усмана Аббуда з села Кутільба, приблизно за 12 кілометрів вище на гору. У них була донька і п'ятеро синів. Четверта дитина, Хафез, народилася 6 жовтня 1930 року.

## Політичний вплив
Алі ібн Сулейман аль-Асад був одним із тих, хто підписав передбачуваний лист «№ 3547», адресований прем'єр-міністру Франції Леону Блюму 15 червня 1936 року, який благав французів не залишати Сирію.  Однак історик Стефан Вінтер стверджує, що цей лист є підробкою. Історик Ярон Фрідман знайшов копію оригіналу алавітської петиції до Леона Блюма, що зберігається під каталожним номером SDN 242QO Петиція 598 у французьких дипломатичних архівах. Припускають, що це звернення було написано алавітським поетом Бадаві аль-Джабалом, а не підписаним відомими алавітськими лідерами чи предками родини аль-Асад. В спірному листі зазначено: У листі також вихваляються євреї в Палестині та зараховуються до груп, які переслідуються мусульманами. Цілком можливо, що цей аспект листа не був щирим, а мав на меті сподобатися Леону Блюму, прем'єр-міністру Франції, якому він був адресований, і який був євреєм.
31 серпня 2012 року постійний представник Франції при ООН Жерар Аро згадав про лист у відповідь сирійському дипломату Башару Джафарі.